# Magdalena Montezuma
Magdalena Montezuma est une actrice allemande née à Wurtzbourg (Bavière) le 2 octobre 1942 et décédée d'un cancer à Berlin, le 15 juillet 1984.

## Biographie
Égérie de Werner Schroeter qu'elle a rencontré en 1968, elle tourne dans la plupart de ses films et téléfilms, ainsi que pour Rainer Werner Fassbinder.

## Filmographie partielle
- 1969 : Nicaragua de Werner Schroeter
- 1969 : Eika Katappa de Werner Schroeter
- 1971 : Prenez garde à la sainte putain (Warnung vor einer heiligen Nutte) de Rainer Werner Fassbinder
- 1972 : La Mort de Maria Malibran (Der Tod der Maria Malibran) de Werner Schroeter
- 1975 : L'Ange noir (Des Schwarze Engel) de Werner Schroeter
- 1979 : Aller jamais retour (Bildnis einer Trinkerin) d'Ulrike Ottinger
- 1980 : Flocons d'or (Goldflocken) de Werner Schroeter
- 1980 : Palermo (Palermo oder Wolfsburg) de Werner Schroeter
- 1982 : Le Jour des idiots (Tag der Idioten) de Werner Schroeter
- 1986 : Le Roi des roses (Der Rosenkönig) de Werner Schroeter

Télévision
- 1970 : Anglia de Werner Schroeter
- 1970 : Le Voyage à Niklashausen (Die Niklashauser Fart) de Rainer Werner Fassbinder et Michael Fengler
- 1971 : Rio das Mortes de Rainer Werner Fassbinder
- 1971 : Macbeth de Werner Schroeter
- 1971 : Salome de Werner Schroeter
- 1973 : Le Monde sur le fil (Welt am Draht) de Rainer Werner Fassbinder